# Phineas Newborn Jr
Pour les articles homonymes, voir Newborn.
Phineas Newborn Jr, né le 14 décembre 1931 à Whiteville (Tennessee) et mort le 26 mai 1989 à Memphis (Tennessee), est un pianiste de jazz.

## Biographie
Dans la lignée d'Art Tatum, Oscar Peterson ou Bud Powell, Newborn est né dans une famille de musiciens. Son frère, (Edwin) Calvin Newborn est guitariste. Il a tout d'abord joué dans une formation rhythm and blues dirigée par Tuff Green et avec son père, Phineas (ou Phinus) Newborn Sr, qui est batteur et chef d'orchestre. Ils accompagneront notamment B.B. King lors de ses premiers enregistrements en 1949-1950. Ses premiers enregistrements reçurent aussi les encouragements de l'harmoniciste de blues Big Walter Horton avec qui il enregistrera 4 morceaux en juin 51. En 1952, il est le pianiste de l'orchestre de Lionel Hampton (et apprend le vibraphone au passage). Après une période militaire il abandonne le rhythm and blues et, encouragé par Count Basie qui l'a entendu à Memphis, part pour New York à partir de 1956. Il enregistre rapidement ses premiers albums en tant que leader (souvent accompagné par son frère guitariste). Il sera partenaire de Charles Mingus pour enregistrer la musique du film Shadows de John Cassavetes (1958). Sa réputation s'étend et à l'automne 1958, il participe à la tournée Jazz from Carnegie Hall (avec Oscar Pettiford, Kenny Clarke, J.J. Johnson, Kai Winding, Red Garland, Zoot Sims et Lee Konitz) qui passera par Manchester, Londres, Amsterdam, Stockholm, Paris, Berlin et Munich. Il sera à nouveau en Europe, à Rome, l'année suivante.
À partir de 1961, il enregistre à plusieurs reprises pour Contemporary Records, le plus souvent en trio, mais aussi comme sideman aux côtés Teddy Edwards et Howard McGhee ou auprès de la chanteuse Helyne Stewart. S'il a les honneurs d'un programme de télévision en 1962 (Jazz Scene USA), on commence aussi à lui reprocher trop de facilité et pas assez "d'inspiration".
Après une éclipse au disque de quelques années, il revient au milieu des années 1970 avec un impressionnant album en solo chez Atlantic. Il retrouve alors le chemin des studios et même des festivals internationaux. Il sera ainsi présent aux festivals de jazz de Montreux et d'Antibes Juan les Pins en 1979. Des problèmes de santé le maintiendront à nouveau à l'écart malgré de trop rares apparitions de 1986 à 1989, année où il meurt à Memphis, atteint d'un cancer du poumon, âgé de seulement 57 ans.
Phineas Newborn Jr, très virtuose, est influencé par le bebop, le blues et le swing à la Count Basie, ainsi que par l'étude du piano « classique » : on retrouve dans son jeu du contrepoint à la Bach, et il cite la Sonatine de Ravel dans l'introduction de sa version de Lush Life. Il se distingue par une technique impressionnante de la main gauche (on peut écouter à ce titre Blues Theme For Left Hand Only, 1959), sans doute développée pendant sa pratique du boogie-woogie durant sa jeunesse ; un jeu riche de block chords, de phrases aux deux mains à deux octaves d'intervalle ou en miroir...

## Discographie

### Disques enregistrés et/ou publiés sous son nom
- 1956 : Here is Phineas - The Piano Artistry of Phineas Newborn Jr enregistré les 3 et 4 mai 1956 au studio de Rudy Van Gelder (Hackensack, New-Jersey) avec Oscar Pettiford (basse), Kenny Clarke (batterie) et Calvin Newborn (guitare) (Atlantic), Red
- 1956 : Phineas' Rainbow (en) enregistré en octobre 1956 avec Calvin Newborn (guitare), George Joyner (basse) et Philly Joe Jones (batterie) (RCA)
- 1957 : While My Lady Sleeps enregistré en 1957 avec l'orchestre de Denis Farnon (RCA)
- 1957 : Phineas Newborn Plays Harold Arlen's Music from Jamaica enregistré en septembre 1957 (RCA)
- 1958 : Fabulous Phineas enregistré les 28 mars et 3 avril 1958 à New-York avec Calvin Newborn (guitare), George Joyner (basse) et Denzil Best (batterie) (RCA)
- 1958 : Piano Portraits enregistré les 17 et 18 juin 1958 avec John Simmons (basse) et Roy Haynes (batterie) (Roulette Records)
- 1958 : Stockholm Jam Session, volume 1 & 2 enregistré "live" le 22 septembre 1958 avec Benny Bailey (trompette), Oscar Pettiford (basse) et Rune Carlsson (batterie) (SteepleChase)
- 1959 : Phineas Plays Again enregistré le 28 mai 1959 à Rome avec Carlo Loffredo (basse) et Sergio Pissi (batterie) (Edizioni Dell'Isola)
- 1959 : I Love a Piano enregistré du 26 au 29 octobre 1959 à New York avec John Simmons (basse) et Roy Haynes (batterie) (Roulette Records)
- 1961 : A World of Piano enregistré le 16 octobre et le 21 novembre 1961 à Los Angeles avec Paul Chambers (basse) et Philly Joe Jones (batterie) (16/10) ou Sam Jones (basse) et Louis Hayes (batterie) (21/11) (Contemporary Records)
- 1962 : The Great Jazz Piano of Phineas Newborn Jr. enregistré le 12 septembre 1962 avec Leroy Vinnegar (basse) et Milt Turner (batterie) et le 21 novembre 1961 avec Sam Jones et Louis Hayes à Los Angeles (même session que A World of Piano) (Contemporary Records)
- 1964 : The Newborn Touch enregistré le 1er avril 1964 à Los Angeles avec Leroy Vinnegar (basse) et Frank Butler (batterie) (Contemporary Records)
- 1969 : Please Send Me Someone to Love enregistré les 12 et 13 février 1969 à Los Angeles avec Ray Brown (basse) et Elvin Jones (batterie) (Contemporary Records)
- 1969 : Harlem Blues enregistré les 12 et 13 février 1969 à Los Angeles avec Ray Brown (basse) et Elvin Jones (batterie) (Contemporary Records)
- 1975 : Solo Piano enregistré en 1975 à Memphis, Tennessee (Atlantic)
- 1975 : Solo enregistré en 1975 à Memphis, Tennessee
- 1976 : Back Home enregistré les 17 et 18 septembre 1976 à Los Angeles avec Ray Brown (basse) et Elvin Jones (batterie) (Contemporary Records)
- 1976 : Look Out - Phineas Is Back enregistré les 7 et 8 décembre 1976 à Los Angeles avec Ray Brown (basse) et Jimmy Smith (batterie) (Pablo Records)
- 1979 : Tivoli Encounter enregistré le 16 juillet 1979 à Copenhague (au Jazzhus 'Stukefter', Tivoli Gardens) avec Jasper Lundgaard (basse) et Bjarne Rostvold (batterie) (Storyville records)
- 1986 : C Jam Blues enregistré du 2 au 4 septembre 1986 à Los Angeles avec Ray Brown (basse) et Marvin "Smitty" Smith (batterie)
- 1987 : I've Something To Say - Phineas Is Back enregistré les 11 et 12 novembre 1987 à New-York avec Jamil Nasser (basse) et Tony Reedus (batterie) (Emarcy)

### Autres enregistrements auxquels il a participé
- 1949 et 1951 : 4 morceaux enregistrés comme orchestre de B.B. King, avec Phineas Newborn Sr (batterie et chef d'orchestre), Calvin Newborn (guitare), Ben et Thomas Branch (saxophone et trompette) et Tuff Green (basse)
- 1958 : Star Eyes avec Lee Konitz, Zoot Sims, Oscar Pettiford, Kenny Clarke, Red Garland - enregistré "live" le 27 septembre 1958 à Amsterdam (tournée 'Jazz from Carnegie Hall') (MCN)
- 1958 : The 1958 European Tour avec 'J.J. Johnson & Kai Winding All Stars' (Lee Konitz, Zoot Sims, Red Garland, Oscar Pettiford, Kenny Clarke) - enregistrements "live" de l'automne 1958 à Manchester, Stockholm, Berlin et Munich (Rare Live Recordings)
- 1958 : Jazz from Carnegie Hall - 1er octobre 1958 avec J.J. Jonhson, Kai Winding, Lee Konitz, Oscar Pettiford, Kenny Clarke,  Red Garland - enregistré "live" à Paris (Frémaux & Associés)
- 1958 : We Three avec Roy Haynes (batterie) et Paul Chambers (basse) - enregistré le 14 novembre 1958 au studio de Rudy van Gelder (New Jazz)
- 1959 : Down Home Reunion avec Frank Strozier, Booker LIttle, George Coleman, Louis Smith, Calvin Newborn, George Joyner et Charles Crosby
- 1961 : Together Again avec Teddy Edwards & Howard McGhee Quintet - enregistré du 15 au 17 mai 1961 à Los Angeles (Contemporary Records)
- 1961 : Magie's Back in Town avec Howard McGhee Quartet - enregistré le 26 juin 1961 à Los Angeles (Contemporary Records)
- 1961 : Love Moods avec Helyne Stewart, Teddy Edwards, Leroy Vinegar et Milt Turner - enregistré les 21 et 22 août 1961 à Los Angeles (Contemporary Records)
- 1979 : Vanilla avec Cybill Shepherd (chant), Calvin Newborn (guitare), Jamil Nasser (basse), Fred Ford and his Beale St. Orchestra